# Изабелла (округ)
Изабе́лла (англ. Isabella County) — округ в штате Мичиган, США. Официально образован в 1859 году. По состоянию на 2010 год, численность населения составляла 70 311 человек.

## География
По данным Бюро переписи США, общая площадь округа равняется 1 497,021 км2, из которых 1 484,071 км2 суша и 12,950 км2 или 0,900 % это водоёмы.

## Население
По данным переписи населения 2000 года в округе проживает 63 351 жителей в составе 22 425 домашних хозяйств и 13 006 семей. Плотность населения составляет 43,00 человек на км2. На территории округа насчитывается 24 528 жилых строений, при плотности застройки около 16,00-ти строений на км2. Расовый состав населения: белые — 91,51 %, афроамериканцы — 1,93 %, коренные американцы (индейцы) — 2,75 %, азиаты — 1,40 %, гавайцы — 0,05 %, представители других рас — 0,68 %, представители двух или более рас — 1,68 %. Испаноязычные составляли 2,24 % населения независимо от расы.
В составе 28,40 % из общего числа домашних хозяйств проживают дети в возрасте до 18 лет, 45,40 % домашних хозяйств представляют собой супружеские пары проживающие вместе, 8,90 % домашних хозяйств представляют собой одиноких женщин без супруга, 42,00 % домашних хозяйств не имеют отношения к семьям, 23,80 % домашних хозяйств состоят из одного человека, 7,30 % домашних хозяйств состоят из престарелых (65 лет и старше), проживающих в одиночестве. Средний размер домашнего хозяйства составляет 2,55 человека, и средний размер семьи 3,03 человека.
Возрастной состав округа: 20,30 % моложе 18 лет, 29,40 % от 18 до 24, 23,80 % от 25 до 44, 17,40 % от 45 до 64 и 17,40 % от 65 и старше. Средний возраст жителя округа 25 лет. На каждые 100 женщин приходится 91,40 мужчин. На каждые 100 женщин старше 18 лет приходится 88,60 мужчин.
Средний доход на домохозяйство в округе составлял 34 262 USD, на семью — 45 953 USD. Среднестатистический заработок мужчины был 32 270 USD против 24 180 USD для женщины. Доход на душу населения составлял 16 242 USD. Около 7,40 % семей и 20,40 % общего населения находились ниже черты бедности, в том числе — 11,30 % молодежи (тех, кому ещё не исполнилось 18 лет) и 7,80 % тех, кому было уже больше 65 лет.